# Topoisomeras IV
Topoisomeras IV är ett enzym av typen topoisomeras typ II. Det är ett länkbrytande enzym som delar på sammankopplade dotterkromosomer efter de har DNA-replikerat.